# Suore immacolatine
Le Suore Immacolatine sono un istituto religioso femminile di diritto pontificio.

## Storia
Le origini dell'istituto risalgono alla comunità delle Pie Signore dell'Immacolata, fondata nel 1898 ad Alessandria da Carolina Beltrami per l'assistenza morale e materiale alle lavoratrici e alle disoccupate. Ad Alessandria aveva infatti sede una grossa fabbrica di cappelli, dove il lavoro era svolto principalmente da giovani donne.
Le Pie Signore non conducevano vita comune ma emettevano i voti di castità e di obbedienza: organizzavano scuole serali di cucito e ricamo, gestivano un laboratorio per garantire una retribuzione alle disoccupate, istituirono asili per l'assistenza per i figli delle operaie, organizzarono un convitto femminile e riunioni religiose, ricreative e conferenze catechistiche.
Direttore spirituale della fondatrice e primo superiore della comunità fu Enrico Jachino, canonico teologo della cattedrale di Alessandria. Nel 1908 la comunità assunse una forma di vita religiosa, con vita comune e voti pubblici.
Le immacolatine si svilupparono rapidamente e fondando case a Torino (1908), Pessinetto (1914), Calci (1916) e Ivrea (1918). Ad Alessandria, accanto alla casa-madre e al noviziato, inaugurarono il santuario di Nostra Signora di Lourdes.
La congregazione fu approvata da Giosuè Signori, vescovo di Alessandria, nel 1921; ricevette il pro-decreto di lode il 2 luglio 1954 e il decreto di lode il 2 luglio 1961.

## Attività e diffusione
Le suore si dedicano alla cura dell'infanzia, all'assistenza alle operaie, all'organizzazione di scuole di lavoro e laboratori.
Oltre che in Italia, la congregazione è presente in Messico, Benin e Togo; la sede generalizia è ad Alessandria.
Alla fine del 2015 l'istituto contava 86 religiose in 15 case.